# HD193248
HD193248 — хімічно пекулярна зоря спектрального класу A4, що має видиму зоряну величину в смузі V приблизно  7,5.
Вона  розташована на відстані близько 321,0 світлових років від Сонця.